# مرض العصب القحفي
مرض العصب القحفي هو خلل وظيفي في إحدى الأعصاب القحفية الاثنتي عشرة. على الرغم من إمكانية اعتبار هذا المرض نظريًا اعتلال عصب أحادي، لكنه لا يُعد كذلك بموجب نظام فهرسة المواضيع الطبية (MeSH).
قد يتطور اضطراب ما في أكثر من عصب قحفي في نفس الوقت، إذ يرجع هذا إلى حدوث إصابة رضية حيث توجد الأعصاب القحفية في مكان واحد، مثل الحفرة الوداجية. قد تؤدي الآفات الناشئة في جذع الدماغ بدورها إلى خلل وظيفي في أعصاب قحفية متعددة، لكن تترافق هذه الحالة على الأرجح مع خلل حركي وحشي.
يمكن إجراء الفحص العصبي من أجل اختبار وظيفة الأعصاب القحفية، إلى جانب الكشف عن حالات خلل معينة.

## شلل العصب الوجهي
العصب الوجهي هو العصب السابع من بين 12 عصب قحفي مختلف. يتحكم هذا العصب في عضلات الوجه. يؤثر شلل العصب الوجهي على البالغين بشكل أكبر من الأطفال، ومن المعتقد أنه يصيب 15-40 من كل 100,000 شخص كل سنة. يتطور هذا المرض بأشكال عديدة بما في ذلك الخلقي، أو الإنتاني، أو الرضي أو مجهول السبب. يتمثل السبب الأكثر شيوعًا لتلف هذا العصب القحفي في شلل بيل (الشلل الوجهي مجهول السبب) الذي يشير إلى شلل العصب الوجهي. على الرغم من حدوث شلل بيل بشكل سائد بين البالغين، لُوحظ حدوثه أيضًا لدى اليافعين دون سن 20 سنة وكبار السن فوق 60 سنة. يُعتقد أن تطور شلل بيل عائد إلى الإصابة بعدوى فيروس الهربس التي تسبب إزالة الميالين وأمكنت ملاحظتها لدى المرضى المصابين بشلل العصب الوجهي. تشمل الأعراض تسطح الجبهة، وتترهل الحاجب وصعوبة في إغلاق العين والفم في جهة الإصابة. يؤدي انعدام القدرة على إغلاق الفم إلى صعوبات في الغذاء والكلام. يسبب هذا الشلل أيضًا فقدان القدرة على التذوق، والدماع وفرط الإلعاب.
يمكن استخدام الستيرويدات من أجل المساعدة في علاج شلل بيل. في المراحل المبكرة من الشلل، تمتلك الستيرويدات القدرة على زيادة إمكانية حدوث الشفاء التام. يُستخدم هذا العلاج بشكل رئيسي لدى البالغين. لا توجد أدلة على دور استخدام الستيرويدات لدى الأطفال نتيجة تعافيهم التام من الشلل مع العلاج أو بدونه. يميل الأطفال أيضًا إلى إظهار معدل تعافي أفضل من البالغين. يعتمد معدل التعافي أيضًا على سبب تطور شلل العصب الوجهي (على سبيل المثال، الإنتانات، والإصابة في الفترة المحيطة بالولادة وخلل التنسج الخلقي). في الحالات الشديدة للشلل الوجهي، يجب خضوع المرضى للعلاج بالستيرويدات أو التداخلات الجراحية. قد يشير شلل العصب الوجهي إلى وجود حالة كامنة شديدة، إذ يُنصح بأخذ التاريخ السريري الشامل وجميع الاختبارات اللازمة بعد تشخيص شلل العصب الوجهي.
لُوحظ تطور شلل العصب الوجهي أيضًا لدى مرضى انقلاب تفاعلية المصل «إتش آي في»، على الرغم من حدوث ذلك في حالات نادرة. شملت الأعراض الملحوظة كلًا من الصداع (الصدغي المزدوج أو القفوي)، وعدم القدرة على إغلاق العينين أو الفم وفي بعض الحالات تراجع حاسة التذوق. وردت حالات قليلة من شلل العصب الوجهي ثنائي الجانب ومن المعتقد أنه يصيب 1 من كل 5 مليون نسمة كل سنة.

## أخرى
- العين
  - شلل العصب المحرك للعين - عصب محرك للعين (III)
  - شلل العصب الرابع - عصب بكري (IV)
  - شلل العصب السادس - عصب مبعد (VI)
- أخرى
  - ألم عصب ثلاثي التوائم - عصب ثلاثي التوائم (V)
  - شلل العصب الوجهي، شلل الوجه النصفي، متلازمة ميلكرسون روزنتال، شلل الوجه المركزي - عصب وجهي (VII)
  - اضطراب العصب الإضافي - عصب إضافي (XI)